# Gresin
Gresin is een plaats en voormalige gemeente in het Franse departement Savoie (regio Auvergne-Rhône-Alpes) en telt 263 inwoners (1999). De plaats maakt deel uit van het arrondissement Chambéry. Gresin is op 1 januari 2019 gefuseerd met de gemeenten Saint-Genix-sur-Guiers en Saint-Maurice-de-Rotherens tot de gemeente Saint-Genix-les-Villages. 

## Geografie
De oppervlakte van Gresin bedraagt 5,0 km², de bevolkingsdichtheid is 52,6 inwoners per km².
De onderstaande kaart toont de ligging van Gresin met de belangrijkste infrastructuur en aangrenzende gemeenten.

## Demografie
Onderstaande figuur toont het verloop van het inwonertal (bron: INSEE-tellingen).